# When We Were Young
«When We Were Young» — другий сингл третього студійного альбому британської соул-співачки Адель — «25». Сингл вийшов 22 січня 2016.

## Список композицій
Цифрове завантаження
1. "When We Were Young" – 4:50

Цифровий міні-альбом
1. "When We Were Young" (Strobe Remix) – 5:06
2. "When We Were Young" (KlubKidz Remix) – 5:14

## Чарти
Тижневі чарти
| Чарт (2015-2016)                                             | Позиція |
| ------------------------------------------------------------ | ------- |
| Австралія (ARIA)                                             | 13      |
| Австрія (Ö3 Austria Top 40)                                  | 11      |
| Бельгія (Фландрія) (Ultratop)                                | 6       |
| Бельгія (Валлонія) (Ultratop)                                | 22      |
| Канада (Canadian Hot 100) (Billboard)                        | 9       |
| Канада (AC) (Billboard)                                      | 1       |
| Канада (CHR/Top 40) (Billboard)                              | 24      |
| Канада (Hot AC) (Billboard)                                  | 2       |
| Чехія (Singles Digitál Top 100) (IFPI)                       | 26      |
| Чехія (Rádio Top 100) (IFPI)                                 | 6       |
| Данія (Tracklisten)                                          | 27      |
| Європейський Союз (Euro Digital Songs) (Billboard)           | 7       |
| Фінляндія (Download) (Suomen virallinen lista)               | 3       |
| Франція (SNEP)                                               | 15      |
| Німеччина (GfK Entertainment Charts)                         | 29      |
| Німеччина (Airplay Chart) (GfK Entertainment Charts)         | 2       |
| Угорщина (Rádiós Top 40) (Mahasz)                            | 11      |
| Угорщина (Single Top 40) (Mahasz)                            | 11      |
| Ісландія (RÚV)                                               | 3       |
| Ірландія (IRMA)                                              | 12      |
| Італія (FIMI)                                                | 56      |
| Мексика (Mexico Airplay) (Billboard)                         | 40      |
| Нідерланди (Dutch Top 40) (MegaCharts)                       | 14      |
| Нідерланди (Single Top 100) (MegaCharts)                     | 24      |
| Нова Зеландія (RIANZ)                                        | 23      |
| Норвегія (VG-lista)                                          | 23      |
| Польща (Airplay Top 100) (ZPAV)                              | 16      |
| Португалія (AFP)                                             | 10      |
| Шотландія (Official Charts Company)                          | 3       |
| Словаччина (Rádio Top 100) (IFPI)                            | 3       |
| Словаччина (Singles Digitál Top 100) (IFPI)                  | 24      |
| Словенія (SloTop50)                                          | 26      |
| Іспанія (PROMUSICAE)                                         | 12      |
| Швеція (Sverigetopplistan)                                   | 16      |
| Швейцарія (Schweizer Hitparade)                              | 5       |
| ПАР (EMA)                                                    | 8       |
| Велика Британія (UK Singles Chart) (Official Charts Company) | 9       |
| Велика Британія (Indie) (Official Charts Company)            | 1       |
| США (Billboard Hot 100)                                      | 14      |
| США (Adult Contemporary) (Billboard)                         | 6       |
| США (Adult Top 40) (Billboard)                               | 3       |
| США (Dance Club Songs) (Billboard)                           | 1       |
| США (Mainstream Top 40) (Billboard)                          | 13      |
| США (Rock Airplay) (Billboard)                               | 46      |

## Сертифікація та продажі
| Країна                | Сертифікат (таблиця продажів та сертифікатів) | Продажі    |
| --------------------- | --------------------------------------------- | ---------- |
| Австралія (ARIA)      | Платина                                       | +70,000    |
| Бельгія (BEA)         | Золото                                        | +15,000    |
| Канада (Music Canada) | 3× Платина                                    | +240,000   |
| Данія (IFPI)          | Платина                                       | +60,000    |
| Італія (FIMI)         | Платина                                       | +50,000    |
| Нова Зеландія (RMNZ)  | Платина                                       | +15,000    |
| Швеція (GLF)          | Платина                                       | +40,000    |
| Велика Британія (BPI) | Платина                                       | +600,000   |
| США (RIAA)            | Платина                                       | +1,000,000 |